# Armen Grigorian (homme politique)
Pour les articles homonymes, voir Grigorian.
Armen Grigorian (arménien : Արմեն Վալերիի Գրիգորյան), né le 25 décembre 1983 est un homme politique arménien. Il est l'actuel secrétaire du Conseil de sécurité de l'Arménie et ancien ministre par intérim des Affaires étrangères.

## Biographie
Armen Grigoryan est né le 25 décembre 1983 à Martouni, dans l'oblast autonome du Haut-Karabakh. Il est diplômé en relations internationales de l'Université d'État d'Erevan. Pendant ses études, il est enrôlé dans les Forces armées du Haut-Karabagh. En 2009, il entre en maîtrise en sciences politiques et affaires internationales de l'Université américaine d'Arménie et il en sort diplômé en 2011.
En mai 2018, le Premier ministre arménien Nikol Pashinyan a nommé Armen Grigoryan secrétaire du Conseil de sécurité de l'Arménie. Le 19 août 2021, il est reconduit dans ses fonctions de secrétaire après un mois en tant que vice-ministre et ministre par intérim.

## Ministre des Affaires étrangères par intérim
Le 15 juillet 2021, sa nomination en tant que premier vice-ministre des Affaires étrangères et de facto ministre des Affaires étrangères par intérim intervient lorsque le second gouvernement Pachinian est encore par intérim et ne peut être remanié, celle-ci vient combler un vide ministériel. 
Depuis mai 2021, le ministre Ara Ayvazyan et l'ensemble de la direction du ministère avaient démissionné, critiquant des choix diplomatiques décidés seul par Nikol Pachinian, sans consultation. Malgré tout, sa nomination est critiquée, le voyant comme trop pro-occidental et méfiant ou critique envers la Russie, l'allié stratégique de l'Arménie.
Peu de temps après sa nomination, des membres du parti Contrat civil considèrent que Grigorian est pressenti et sera bientôt nommé ministre des Affaires étrangères. Seulement, cette rumeur n'était pas fondée, puisque Ararat Mirzoian est nommé ministre le 19 août 2021.
Son mois en tant que ministre des Affaires étrangères par intérim est marqué par un regain de tensions avec l'Azerbaïdjan malgré un cessez le feu dans la guerre au Haut-Karabagh et plusieurs rencontres diplomatiques. L'une de ses premières actions a été la convocation, le 20 juillet, des représentants des missions diplomatiques de l'Arménie, à la suite d'une visite organisée par l'Azerbaïdjan dans les territoires occupés de l'Artsakh le 9 et 10 juillet.
Dans le cadre de ce regain de tensions et quelques jours après, il a une conversation téléphonique avec Philip T. Reeker (en), secrétaire d'État américain par intérim aux Affaires européennes et eurasiennes. Ils ont alors évoquer les attaques de l'Azerbaïdjan aux frontières de l'Arménie et ont souligner l'importance d'une reprise du processus de paix, dans le cadre du Groupe de Minsk.
Le 15 et 16 août 2021, il effectue ses deux uniques rencontres diplomatiques. La première, le 15 août 2021, il rencontre l'ambassadeur de l'Inde en Arménie lors d'un événement à Erevan consacré au 75e anniversaire de l'indépendance de l'Inde. Durant cet évènement, l'Arménie réitière son soutien à l'Inde face au différend territorial avec le Pakistan et adresse des gratitudes pour la réaction de soutien de l'Inde en faveur de l'Arménie lors du déclenchement du conflit face à l'Azerbaïdjan.
Le lendemain, il rencontre Francisco Bustillo (en), ministre des Affaires étrangères uruguayen. Lors d'une conférence de presse commune, les deux ministres réitèrent le souhait d'approfondir les relations bilatérales et de renforcer les activités entre les groupes d’amitié parlementaires. Le ministre uruguayen a annoncé que son pays ouvrira prochainement une ambassade à Erevan.
Le 19 août 2021, il relevé de ses fonctions de vice-ministre et ministre par intérim.

## Parcours politique
En février 2013, il est le chef du siège préélectoral du candidat à la présidentielle Andrias Ghukasyan (en). En 2015, lors du référendum constitutionnel arménien de 2015, il coordonne l'initiative d'observation dénommée « Citizen Observer » impliquant plus de 1000 observateurs. Lors des élections législatives arméniennes de 2017, il coordonne une nouvelle fois « Citizen Observer » et impliquant cette fois-ci plus de 3000 observateurs. De septembre à décembre 2017, il travaille en tant qu'expert au Conseil de l'Europe sur des sujets de transparence et de participation citoyenne.
D'avril à mai 2018, il participe à la révolution arménienne de 2018. Il est alors membre de l'initiative « Reject Serzh » et organise de nombreux rassemblements. Il est arrêté avec les autres dirigeants du mouvement et libéré après la démission du Premier ministre Serge Sarkissian.
Le 15 juillet 2021, alors que le gouvernement Pachinian II alors par intérim ne peut être remanié, il est nommé premier vice-ministre des Affaires étrangères et de facto ministre des Affaires étrangères par intérim,. Le 19 août 2021, il est relevé de ses fonctions de vice-ministre et ministre par intérim, Ararat Mirzoian lui succédant.

## Parcours journalistique
De 2011 à 2013, il écrit un livre intitulé L'élite politique dans l'Arménie post-soviétique : caractéristiques et voies de formation. Depuis 2011, il a publié des articles analytiques sur la démocratisation de l'Arménie, le développement de la société civile, économique et politique ainsi que géopolitique et international pour les sites d'information tel que CivilNet, Mediamax et EVN Report. Depuis 2015, il est professeur invité au département de politique mondiale et de relations internationales de l'Université russo-arménienne.